# Große Glasschnecke
Die Große Glasschnecke (Phenacolimax major) ist eine „Halbnacktschnecke“ aus der Familie der Glasschnecken (Vitrinidae), die zu den Landlungenschnecken (Stylommatophora) gerechnet wird. Die Tiere können sich nicht mehr ganz in das kleine Gehäuse zurückziehen.

## Merkmale
Das rechtsgewundene Gehäuse ist flach-kegelig. Das Gewinde ist in der Seitenansicht nur schwach erhaben. Es hat eine Breite von 5 bis 7 mm und eine Höhe bis zu 3,5 mm. Das Gehäuse hat 2½ bis 3½ Windungen, die rasch und regelmäßig zunehmen. Das Embryonalgehäuse nimmt davon 1¼ Windungen ein. Die Oberseite der Windungen ist schwach gewölbt, die Naht ist mäßig tief. Die letzte Windung ist stark verbreitert und nimmt in etwa die Hälfte der maximalen Gehäusebreite ein. Die Mündung ist in der Aufsicht quer-elliptisch, wenn man vom Anschnitt durch die vorige Windung absieht. Die Mündung ist 4,5 mm breit und 3,7 mm hoch. Der Mündungsrand ist gerade und scharf, sie ist aber nur wenig angeschnitten. Lediglich im Spindelbereich ist der Mündungsrand am Ansatz an die vorige Windung leicht umgeschlagen. Der Hautsaum an der Unterseite der Windung ist kurz und schmal und reicht nicht bis zur Spindel. Ein Nabel ist nicht vorhanden.
Die Schale ist dünn und zerbrechlich. Sie ist schwach grünlich gefärbt und durchscheinend. Das Embryonalgehäuse ist milchig trüb. Die Oberfläche des Teleoconchs ist stark glänzend. Die Oberfläche hat schwach eingetiefte, feine Längsrillen. 
Der Weichkörper ist mittel- bis dunkelgrau. Der Mantellappen reicht meist bis zum Apex. Der Mantel ist stark entwickelt und hat einen großen Schalenlappen ausgebildet. Die Tiere können sich im Adultstadium nicht mehr in das Gehäuse zurückziehen. Im Juvenilstadium ist das noch möglich, auch stark dehydrierte Tiere können sich gerade noch in das Gehäuse zurückziehen.
Im männlichen Teil des zwittrigen Geschlechtsapparates ist der Penis mäßig lang und dick. Der kurze Samenleiter (Vas deferens) mündet ungefähr in der Mitte der Länge in den Penis. Der Penisretraktormuskel setzt apikal an. Im Inneren des Penis ist eine Pilasterstruktur vorhanden. 
Im weiblichen Teil ist der freie Eileiter viel kürzer als die Vagina. Der obere Teil der Vagina ist rundlich verdickt. Dieser Teil ist von einer Drüse umgeben und besteht aus dickem muskulösen Gewebe. Der verdickte Teil verengt sich nach unten zu einer kleinen Öffnung, der sich in den unteren Vaginateil in einer Vaginalpapille fortsetzt. Das Atrium ist kurz.
Der Weichkörper ist an den Seiten hellgrau, gelblich bis schwarzbraun, auf dem Rücken und dem oberen Kopfbereich dunkler gefärbt. Die weißliche Sohle ist in Längsrichtung dreigeteilt. Der dunkelgraue Mantel des Tieres erstreckt sich weit nach vorne bis fast zur Basis der Augenträger. Der schmutzig-weiße Mantellappen verdeckt fast das gesamte Gewinde des Gehäuses. Die Atemöffnung im Mantel ist spaltförmig. Der Mantel endet zur Atemöffnung hin in einer Spitze.

## Ähnliche Arten
Das Gehäuse ähnelt der Kugeligen Glasschnecke (Vitrina pellucida), ist jedoch stärker abgeflacht. Die letzte Windung ist (im Verhältnis zum Gesamtdurchmesser) etwas breiter. Die Mündung ist stärker abgeplattet elliptisch.

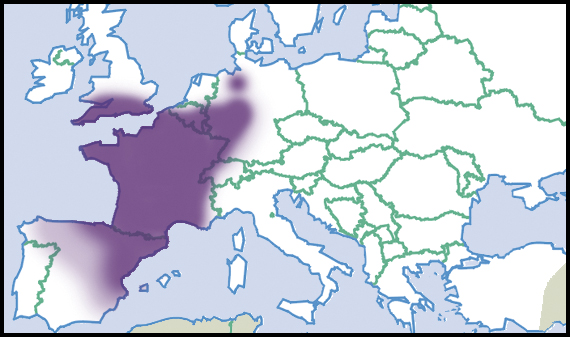
Verbreitung der Art in Europa (nach Welter-Schultes, 2012)

## Geographische Verbreitung und Lebensraum
Das Verbreitungsgebiet erstreckt sich vom nordöstlichen Spanien, über Frankreich, die westliche Schweiz, Luxemburg, Belgien bis in die Niederlande und das westliche Deutschland und Südengland.
Die Tiere leben an überwiegend warmen, geschützten, feuchten Stellen auf Wiesen, zwischen Felsen, in feuchten Wäldern, und Heckenlandschaften unter der Laubstreu und unter Totholz. In der Schweiz steigen sie bis auf 1700 m über Meereshöhe an; über 1000 m über Meereshöhe sind die Tiere jedoch selten. In Südengland gilt sie als Indikator für primäre Wälder.

## Lebensweise
Die Fortpflanzung findet von September bis Oktober statt. Bei der nächtlichen Kopulation findet eine gegenseitige Ausstülpung der Atria und der Penes statt. Die Spermapakete werden äußerlich übertragen und an die Spitze der ausgestülpten Vaginapapille angeheftet. Die Eier mit einem Durchmesser von 0,3 mm werden als Gelege von 8 bis 15 Eier abgelegt und an Steinen und Pflanzen befestigt. Die leicht rötlich gefärbten Jungtiere schlüpften nach 15 bis 20 Tagen. Während des weiteren Wachstums werden sie grau. Die Geschlechtsreife ist nach 8 bis 10 Monaten erreicht.

## Taxonomie
Das Taxon wurde 1807 von André Étienne d’Audebert de Férussac als Helico-Limax major beschrieben. Er verwies dabei auf eine Beschreibung in Draparnaud, der Vitrina pellucida falsch bestimmt hatte. Das Taxon ist allgemein anerkannt und ist die Typusart von Phenacolimax Stabile, 1859.

## Gefährdung
Nach Vollrath Wiese ist die Art in Deutschland ungefährdet. Sie gilt aber in Niedersachsen und Rheinland-Pfalz als vom Aussterben bedroht. In Bayern und der Schweiz gilt sie als gefährdet. In Südengland und Südwales nehmen die Bestände ab. Die IUCN beurteilt die Art als potenziell gefährdet (near threatened).